# Reuben O. Moon
Reuben Osborne Moon (* 22. Juli 1847 in Jobstown, Burlington County, New Jersey; † 25. Oktober 1919 in Philadelphia, Pennsylvania) war ein US-amerikanischer Politiker. Zwischen 1903 und 1913 vertrat er den Bundesstaat Pennsylvania im US-Repräsentantenhaus.

## Werdegang
Reuben Moon besuchte die öffentlichen Schulen seiner Heimat und danach bis 1874 die National School of Oratory in Philadelphia, an der er anschließend selbst unterrichtete. Nach einem anschließenden Jurastudium und seiner 1884 erfolgten Zulassung als Rechtsanwalt begann er in Philadelphia in diesem Beruf zu arbeiten. Er gehörte auch zu den Gründern des der Republikanischen Partei nahestehenden Columbia Club in Indianapolis, dessen Präsident er zwischenzeitlich war. Moon selbst wurde ebenfalls Mitglied der Republikaner.
Nach dem Tod des Abgeordneten Robert H. Foerderer wurde Moon bei der fälligen Nachwahl für den vierten Sitz von Pennsylvania als dessen Nachfolger in das US-Repräsentantenhaus in Washington, D.C. gewählt, wo er am 3. November 1903 sein neues Mandat antrat. Nach vier Wiederwahlen konnte er bis zum 3. März 1913 im Kongress verbleiben. Von 1905 bis 1911 war er Vorsitzender des Ausschusses zur Überarbeitung der Bundesgesetzgebung.
Im Jahr 1912 wurde Reuben Moon von seiner Partei nicht mehr zur Wiederwahl nominiert. Nach seiner Zeit im US-Repräsentantenhaus praktizierte er wieder als Anwalt. Er starb am 25. Oktober 1919 in Philadelphia.